# Сражение при Авен-ле-Сек
Сражение при Авен-ле-Сек — одно из сражений Войны первой коалиции, произошедшее 12 сентября 1793 года в ходе Фландрской кампании между частями Первой французской республики и австрийской армией близ населённого пункта Авен-ле-Сек.
С целью освобождения крепости Кенуа, осажденной австрийскими войсками принца Иосифа Саксен-Кобургского под началом генерала Клерфе, командующий Северной французской армией генерал Жан-Николя Ушар направил свои войска четырьмя колоннами от города Дуэ на Камбре, Ландреси к Мобёжу.

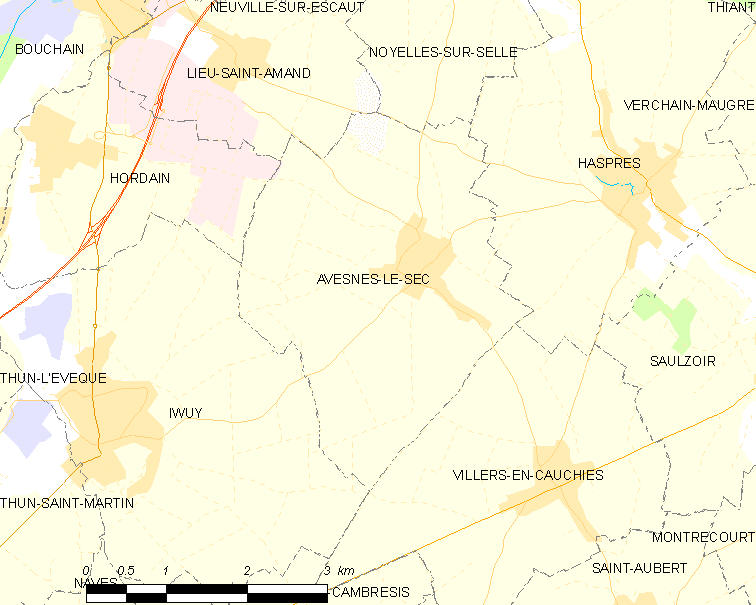
Театр военных действий

При этом одна из колонн, генерала Николя Декле (10 батальонов 20 пушек, 7000 солдат), при переправе через реку Селлу, у Сользуара, встретилась с неприятелем (князь Лихтенштейн, 5 рот и 6 эскадронов), оборонявшим переправу. Скоро к австрийцам подошли подкрепления (Бельгард, 4 полка пехоты), отбросившие французов к Авен-ле-Сек.
Оставив пехоту на месте, генерал Генрих Йозеф Иоганн фон Бельгард и князь Иоганн I фон Лихтенштейн стали преследовать французов с одной кавалерией (около двух тысяч всадников). При Авен-ле-Секе французы выстроили 2 каре, поставив артиллерийские орудия между войсками.
Подойдя к каре, австрийцы разделились на 3 колонны: а) князь Лихтенштейн напал на французов с фронта, б) генерал Бельгард — с правого фланга, в) несколько австрийских эскадронов и французские эмигранты атаковали с левого фланга. Французские каре были смяты и отступили за деревню, где пытались удержаться, но повторная атака австрийцев окончательно обратила французов в бегство; австрийцы захватили до двух тысяч пленных и все орудия. Потери австрийцев составили 69 человек убитыми.